# Deposición nivoeólica

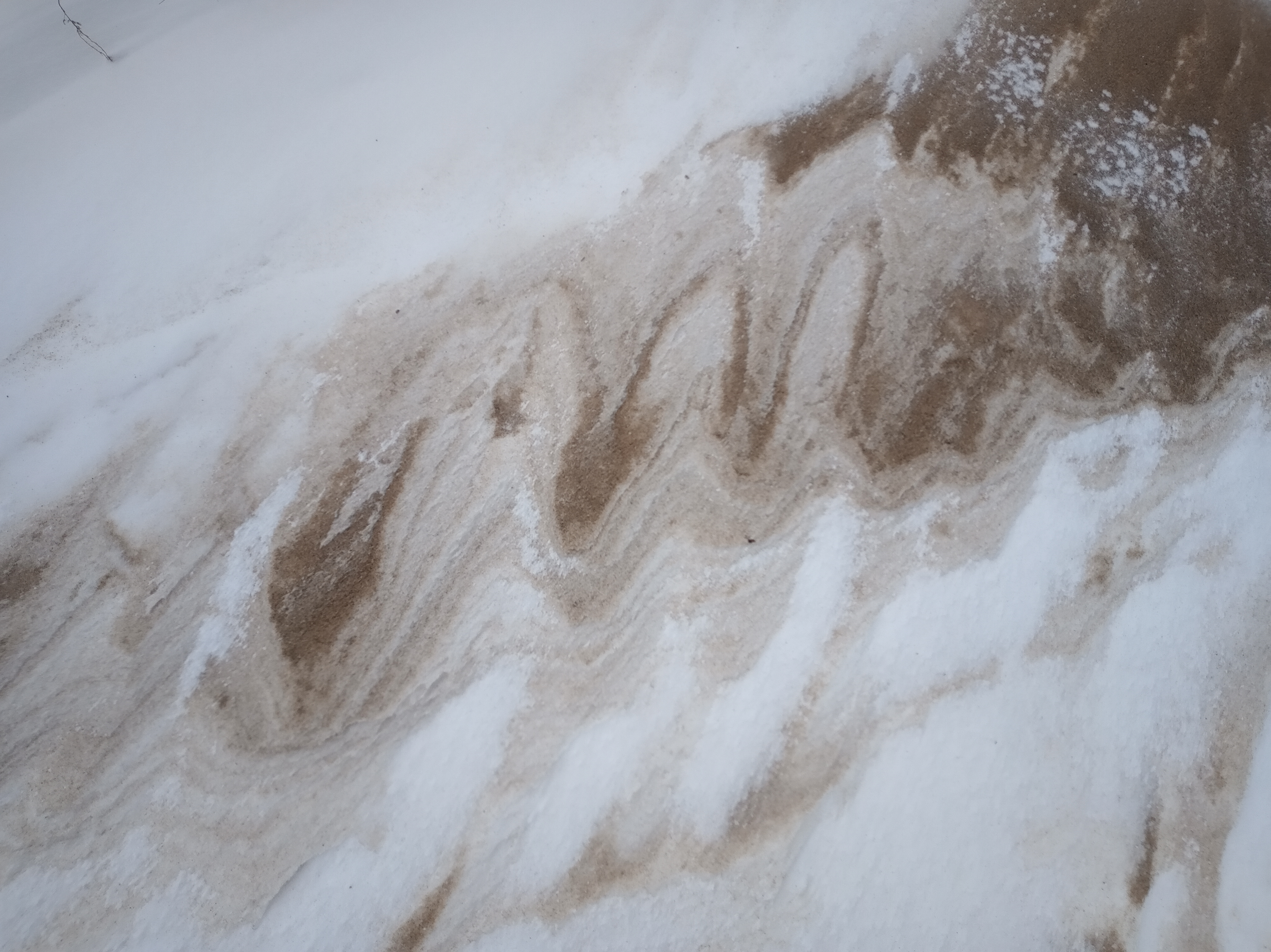
Capas de arena y nieve depositadaa por el viento en una playa del lago Michigan.

La deposición nivoeólica o crioeólica es el proceso mediante el cual los sedimentos de grano fino son transportados por el viento y depositados o mezclados con nieve o hielo. En los depósitos nivoeólicos el viento tiende a barrer los granos de nieve y arena hasta formar formas eólicas, como ondulitas, y además clasifica los granos de nieve y hielo en capas distintas. Cuando la nieve se derrite o se sublima, los sedimentos se vuelven a depositar en la superficie subyacente, formando patrones características de denivación.
La deposición nivoeólica está particularmente extendida en los climas polares, pero se puede encontrar en cualquier lugar que esté al menos estacionalmente por debajo del punto de congelación. En la mayoría de los lugares, gran parte o toda la nieve de estos depósitos nivoeólicos se derrite en primavera o verano. Sin embargo, se han observado depósitos nivoeólicos "perennes" en el Valle Victoria de la Antártica.
Inicialmente, después de que el viento lo ha depositado, la superficie de un depósito nivoeólico generalmente consiste en una mezcla de arena y nieve formando un lecho ondulado.  Debajo de la superficie, los depósitos suelen consistir en capas alternadas de nieve y sedimentos. Estas capas pueden tener hasta 60 centímetros de espesor.  Sin embargo, a veces los sedimentos y la nieve se entremezclan sin capas distintas.
La deposición nivoeólica desempeña un papel importante en el transporte del suelo en climas fríos, como la formación de suelos de loess en Alaska mediante la deposición de limo transportado por el viento. Más al sur, en los paisajes costeros de los Grandes Lagos norteamericanos, la deposición nivoeólica facilita el transporte de arena a lagos y marismas, aumentando así la proporción de arena en estos sedimentos. Un prolongado proceso de denivación también crea una fuente de agua dulce, en un entorno de dunas y playas que de otro modo sería extremadamente seco, durante meses después de que toda la nieve superficial se haya derretido.
Se ha propuesto la deposición crioeólica como una explicación para ciertos accidentes geográficos en el planeta Marte. En particular, se ha sugerido a la denivación como la causa de los aparentes abanicos de agua de deshielo en el cráter Kaiser. Los análogos terrestres propuestos para estos paisajes marcianos incluyen el Valle Victoria en la Antártica y las Grandes Dunas de Arena de Kobuk en Alaska.

## Denivación

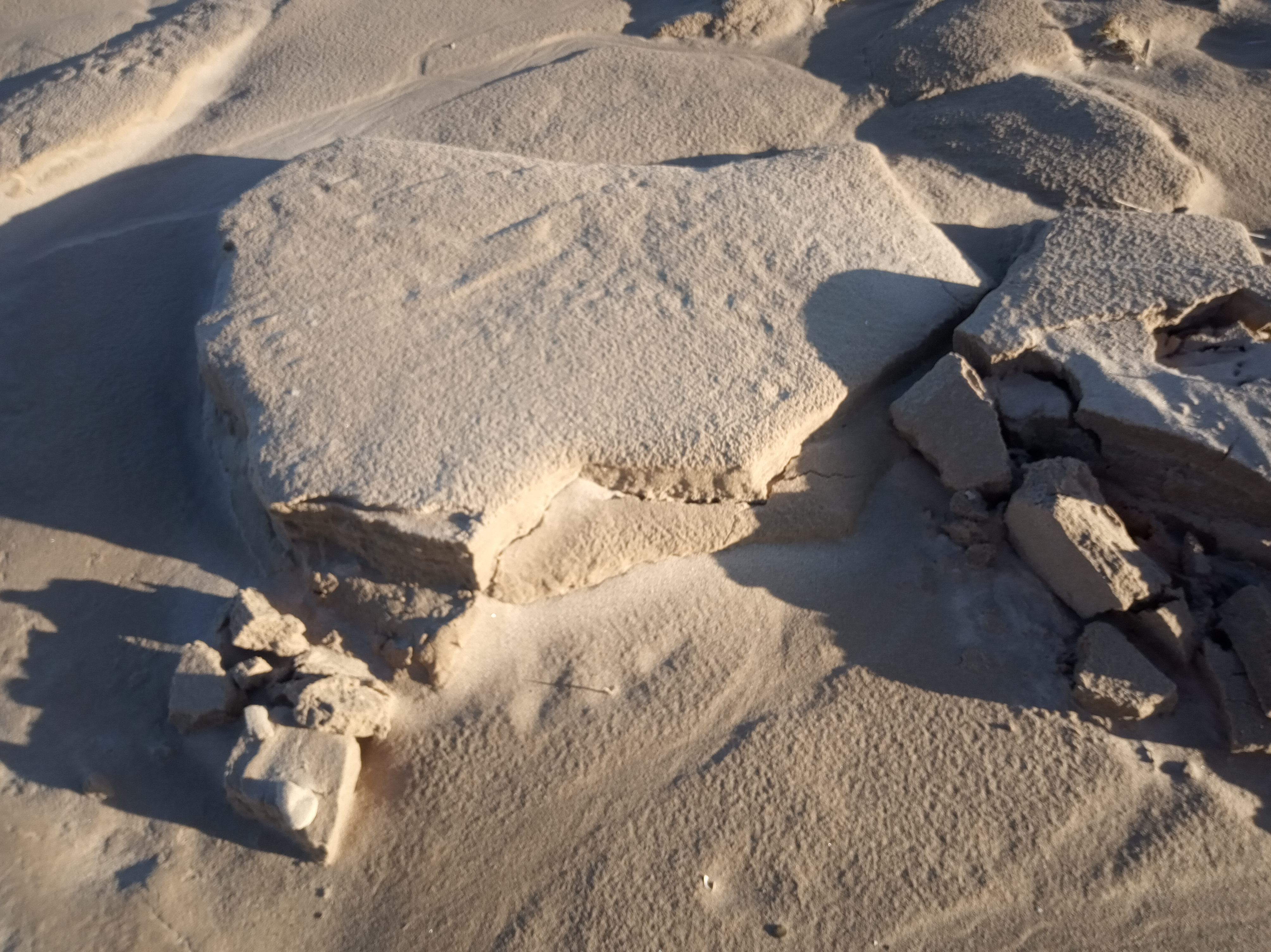
Detalle de la cubierta de hielo del lago Michigan revestida de arena y con pequeños agrietamientos de tensión y abanicos de agua de deshielo producto de denivación.

Durante la denivación, la nieve exterior se derrite primero, de modo que la superficie exterior del depósito nivoeólico restante está formada por arena. Esta arena superficial presenta grietas superficiales tensionales debido al continuo derretimiento de la nieve subyacente.
Las características de denivación pueden tomar varias formas, incluidas "murallas de nieve" formadas al desplomarse por una duna o ladera de una colina, sumideros termokarsticos causados por el derretimiento debajo de la superficie, montículos causados por sedimentos que cubren el hielo restante, superficies esponjosas causadas por el colapso de la arena y capas de nieve, y flujos de escombros causados por agua de deshielo. Las características más pequeñas incluyen bolitas, grietas y hoyuelos.
La denivación suele alterar los patrones eólicos solamente de forma temporal. Una vez que toda la nieve o el hielo se ha derretido o sublimado, la acción continua del viento destruye gradualmente las estructuras sedimentarias remanentes.